# Eocaecilia micropodia
Eocaecilia micropodia (лат.) — вымерший вид земноводных из отряда безногих земноводных, типовой и единственный в роде Eocaecilia. Является самым ранним из известных представителей отряда безногих земноводных, обитал во времена нижнеюрской эпохи (199,3—182,7 млн лет назад) в Северной Америке на территории современного штата Аризоны (США).

## Описание
Новые вид и род описаны в 1993 году по голотипу MNA V8066 — черепу и объёмному отпечатку тела.
В целом животное очень похоже на современных безногих земноводных, однако у Eocaecilia micropodia сохранялись конечности. Имелась крупная хорошо развитая глазница. Глазницу окружали слёзная, предлобная, скуловая, заднелобная и заглазничная кость. Имелся канал для осязательного щупальца. Два ряда зубов на верхней челюсти.